# Tadeusz Gosk
Tadeusz Gosk (ur. 28 sierpnia 1936 w Warszawie, zm. 24 września 1993 we Wrocławiu) – polski tłumacz, przede wszystkim literatury fantastycznonaukowej.

## Życiorys
W młodości studiował chemię na Politechnice Warszawskiej. Od 1979 mieszkał we Wrocławiu.
Specjalizował się w rosyjskojęzycznej fantastyce, debiutował jako tłumacz opowiadaniem Władimira Grigoriewa ...a mogła być (w czasopiśmie „Horyzonty Techniki”, nr 1 z 1965), przetłumaczył na język polski m.in. Przenicowany świat Arkadija i Borisa Strugackich (1971), znaczną część dorobku Kira Bułyczowa (m.in. Ludzie jak ludzie, Miasto na górze, Rycerze na rozdrożach oraz liczne opowiadania o Wielkim Guslarze), trylogię Ludzie jak bogowie Siergieja Sniegowa, wiele opowiadań rosyjskich do antologii Kroki w nieznane i ponad 100 opowiadań do różnych innych antologii i czasopism. 
Razem ze Sławomirem Kędzierskim opracował dwutomową antologię Galaktyka: radziecka fantastyka naukowa (Wydawnictwo Iskry 1987), a także samodzielnie zbiory Siedem diabelskich wynalazków: opowiadania fantastyczno-naukowe (Krajowa Agencja Wydawnicza 1977) i Potomkowie Słońca: antologia rosyjskich i radzieckich opowiadań fantastyczno-naukowych (1784–1927) (Wydawnictwo Poznańskie 1987).
W 4 tomie antologii Kroki w nieznane (1974) ukazało się jego autorskie opowiadanie Ucieczka.
Od roku 1990 pisywał także we wrocławskiej prasie, w „Dzienniku Dolnośląskim”.
Jego żoną była Anita Tyszkowska-Gosk, redaktorka i również tłumaczka.